# Курчавожаберная золотая рыбка

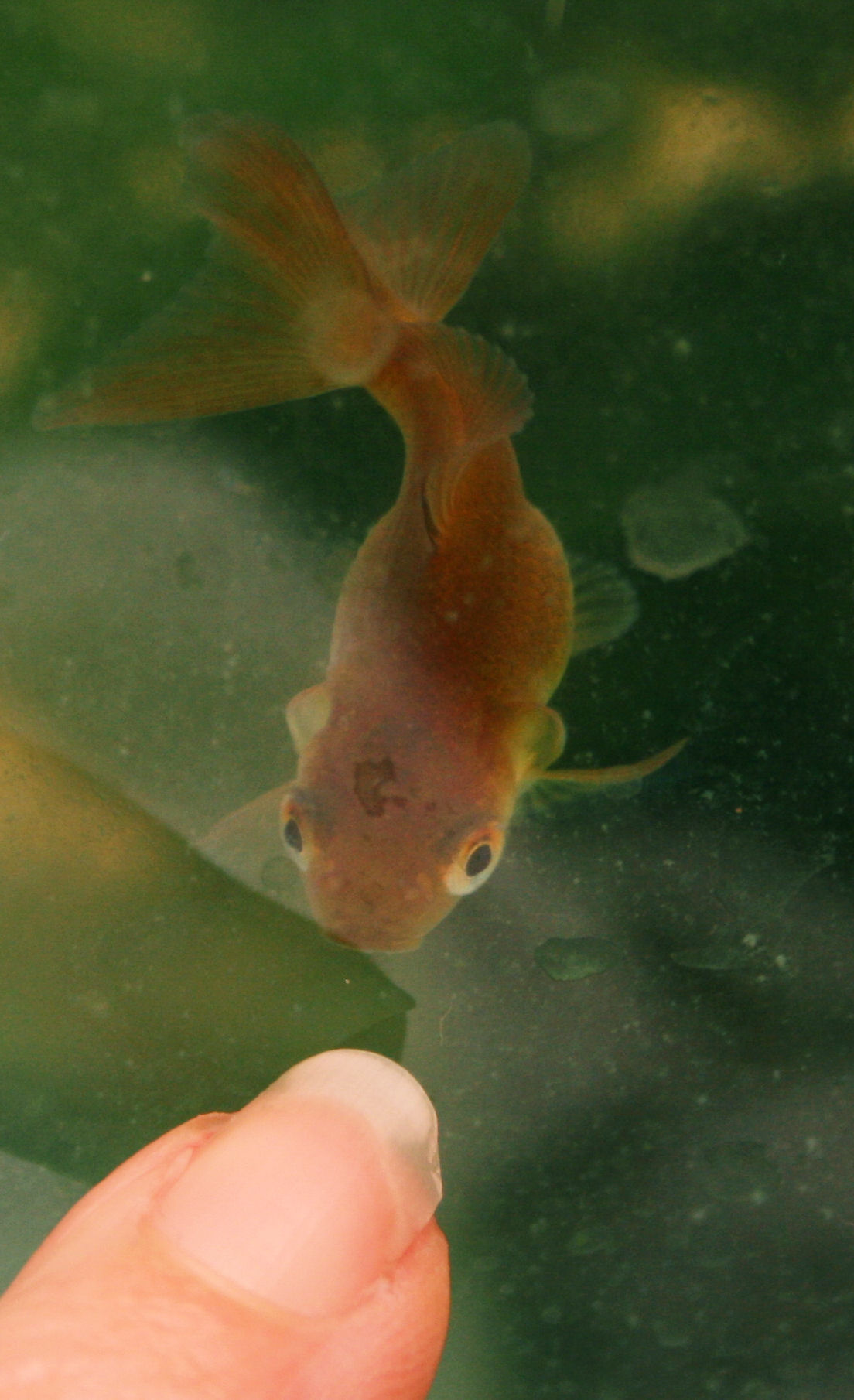
Молодая курчавожаберная золотая рыбка

Курчавожа́берная или вывернутожа́берная золотая рыбка — одна из искусственно культивированных декоративных пород аквариумной «золотой рыбки» (лат. Carassius gibelio forma auratus (Bloch, 1782)) с изменённой формой жабр.

## История происхождения
Курчавожаберная или вывернутожаберная золотая рыбка необычный формы была выведена энтузиастами аквариумного рыбоводства. Своё наименование рыбка получила за необычно вывернутые жаберные крышки.

## Описание
Рыбка отличается вывернутыми наружу жаберными крышками.